# Шевалла, Жорж-Андре
Жорж-Андре Шевалла (фр. Georges-André Chevallaz; 7 февраля 1915 года, Лозанна, кантон Во, Швейцария — 8 сентября 2002 года, там же) — швейцарский политик, президент страны в 1980.

## Биография
Изучал историю в Лозаннском университете и получил там в 1937 степень лиценциата. Затем провёл семестр в Париже (1937-38). С 1942 преподавал в Лозаннской школе бизнеса. В 1949 получил степень доктора философии. С 1955 по 1958 руководил кантональной и университетской библиотеками в Лозанне а также преподавал историю дипломатии.
В 1945 вступил в Радикально-демократическую партию и стал активно заниматься политической жизнью. С 1953 по 1957 возглавлял отделение партии в Лозанне. В 1949-1957 избирался в городской совет, затем до 1973 был мэром Лозанны. В 1964 учредил Премию Лозанны.
На федеральном уровне был членом Национального совета (1958-73) и возглавлял там фракцию радикал-демократов (1970-73). 5 декабря 1973 года избран в Федеральный совет (правительство) Швейцарии.
- 5 декабря 1973 — 31 января 1983 — член Федерального совета Швейцарии.
- 1 января 1974 — 31 января 1979 — начальник департамента (министр) финансов.
- 1 января 1980 — 31 января 1983 — начальник военного департамента.
- 16 октября — 31 января 1983 — начальник департамента финансов.
- 1 января — 31 декабря 1979 — вице-президент Швейцарии.
- 1 января — 31 декабря 1980 — президент Швейцарии.

В период руководства финансовым департаментом Шевалла пытался провести реформу налоговой системы. Однако на референдумах в 1977 и 1979 гг. идея введения налога на добавленную стоимость была отвергнута.
Руководил созданием Исторического словаря Швейцарии (1988–1992).
Является автором нескольких книг, в том числе учебника по истории, по которому учились несколько поколений франкоязычных школьников. В ходе общенациональной дискуссии 1992 года выступал противником членства в Евросоюзе.